# Ethan Slater
Ethan Slater (* 2. Juni 1992 in Washington, D.C.) ist ein US-amerikanischer Musicaldarsteller und Schauspieler.

## Werdegang
Slater wuchs in Silver Spring, Maryland, auf und besuchte die Charles E. Smith Jewish Day Schooland Georgetown Day School sowie das Vassar College in Poughkeepsie, New York.
Seinen ersten Auftritt beim Theater hatte Slater im Juli 2015 beim New York Musical Theatre Festival, bei dem er im Musical Claudio Quest die Rolle des Luis übernahm.
2016 erhielt Slater die Hauptrolle des SpongeBob Schwammkopf in der Inszenierung des gleichnamigen Musicals unter der Regie von Tina Landau am Oriental Theatre in Chicago. Das von Theaterkritikern gelobte Stück wurde von Dezember 2017 bis September 2018 am New Yorker Broadway im Palace Theatre aufgeführt, wobei Slater erneut die Hauptrolle übernahm. Für seine Leistung erhielt Slater 2018 eine Tony-Award-Nominierung als Bester Darsteller in einem Musical und gewann in der entsprechenden Kategorie beim Drama Desk Award und Outer Critics Circle Award. Außerdem wurde er 2018 mit dem Theatre World Award für die beste Leistung in einem Broadway-Debüt ausgezeichnet.
Parallel zu seiner Theaterarbeit trat Slater in Filmen und Fernsehserien wie Law & Order: Special Victims Unit, Murphy Brown, Instinct und The Marvelous Mrs. Maisel auf. In Jon M. Chus zweiteiliger Spielfilmadaption des Musicals Wicked – Die Hexen von Oz übernahm Slater die Rolle des Moq.
Slater war von 2018 bis zur Scheidung 2024 mit Lilly Jay verheiratet, mit der er einen 2022 geborenen Sohn hat. Seit 2023 ist er mit der Musikerin Ariana Grande liiert.

## Theatrografie
- 2015: Claudio Quest (New York Musical Theatre Festival, New York City)
- 2016: SpongeBob SquarePants (Oriental Theatre, Chicago)
- 2017: Baghdaddy (Playhouse 46 at St. Luke's, New York City)
- 2017–2018: SpongeBob SquarePants (Palace Theatre, New York City)
- 2019: Camelot (Lincoln Center Theater, New York City)
- 2021–2022: Assassins (East 13th Street/CSC Theatre, New York City)
- 2022: Good Night, Oscar (Goodman Theatre, Chicago)
- 2023–2024: Spamalot (St. James Theatre, New York City)
- 2024: Edge of the World (F. Angelson Theater, New York City)

## Filmografie
- 2015: Redheads Anonymous (Fernsehserie, 5 Episoden)
- 2016: Evol
- 2018: Law & Order: Special Victims Unit (Fernsehserie, 1 Episode)
- 2018: Murphy Brown (Fernsehserie, 1 Episode)
- 2019: Fosse/Verdon (Miniserie, 1 Episode)
- 2019: Instinct (Fernsehserie, 1 Episode)
- 2023: These Untold Secrets
- 2023: The Marvelous Mrs. Maisel (Fernsehserie, 1 Episode)
- 2024: Lost on a Mountain in Maine
- 2024: Wicked
- 2025: Elsbeth (Fernsehserie, 2 Episoden)